# Gnoma pulverea
Gnoma pulverea es una especie de escarabajo longicornio del género Gnoma, tribu Gnomini, orden Coleoptera. Fue descrita científicamente por Pascoe en 1866.

## Descripción
Mide 15-29 milímetros de longitud.

## Distribución
Se distribuye por Indonesia, Filipinas y Papúa Nueva Guinea.